# Казахстан на літніх Олімпійських іграх 2008
Олімпійська збірна Казахстану на Іграх XXIX Олімпіади була представлена 132 спортсменами, які змагалися в 22 видах спорту. Керівником команди був президент федерації важкої атлетики Республіки Казахстан Кайрат Турлиханов.
За підсумками Олімпійських ігор спортсмени з Казахстану зайняли загальнокомандне 29-е місце, завоювавши 2 золоті, 4 срібні та 7 бронзових медалей. Найбільш успішними були казахстанські атлети у змаганнях з важкої атлетики (1 золота, 2 срібні та 1 бронзова медаль), боксу (1 золота і 1 бронзові медалі) та боротьбі (1 срібна та 4 бронзові медалі).
Перед олімпіадою в Пекіні уряд Казахстану підвищив розмір преміальних казахстанським спортсменам. За золоту медаль атлети отримали по 250 тисяч доларів США, за срібні — по 150 тисяч, бронзові — 75 тисяч доларів. Грошові премії отримали також атлети, які посіли 4-е, 5-е і 6-е місця (30, 10 і 5000 доларів відповідно).

## Медалі
| Місце (медаль) | Спортсмен           | Вид спорту     | дисципліна                                  |
| -------------- | ------------------- | -------------- | ------------------------------------------- |
| Золото         | Ілля Ільїн          | Важка атлетика | Чоловіки — до 94 кг                         |
| Золото         | Бакит Сарсекбаєв    | Бокс           | Чоловіки — до 69 кг                         |
| Срібло         | Ірина Некрасова     | Важка атлетика | Жінки — до 63 кг                            |
| Срібло         | Алла Важеніна       | Важка атлетика | Жінки — до 75 кг                            |
| Срібло         | Асхат Житкеєв       | Дзюдо          | Чоловіки — до 100 кг                        |
| Срібло         | Таймураз Тигієв     | Боротьба       | Вільна боротьба серед чоловіків — до 96 кг  |
| Бронза         | Олена Шалигіна      | боротьба       | Вільна боротьба серед жінок — до 63 кг      |
| Бронза         | Нурбахит Тенгізбаєв | Боротьба       | Греко-римська — до 60 кг                    |
| Бронза         | Асет Мамбетов       | Боротьба       | Греко-римська — до 96 кг                    |
| Бронза         | Марія Грабовецька   | Важка атлетика | Жінки — понад 75 кг                         |
| Бронза         | Марид Муталімов     | Боротьба       | Вільна боротьба серед чоловіків — до 120 кг |
| Бронза         | Еркебулан Шиналієв  | Бокс           | До 81 кг                                    |
| Бронза         | Арман Чилманов      | Тхеквондо      | Чоловіки — понад 80 кг                      |

## Бокс
Спортсменів — 10
Тренери: Дамір Буданбеков (головний), Олександр Апачинський, Олександр Стрельников, Мирзагалі Айтжанов, Нурлан Акурпеков.
Керівник команди — Узакбай Карабалін (президент федерації боксу республіки).
| Спортсмен          | Категорія   | 1/16                    | 1/8                          | Чвертьфінал                  | Півфінал          | Фінал                     |
| Спортсмен          | Категорія   | Результат               | Результат                    | Результат                    | Результат         | Результат                 |
| ------------------ | ----------- | ----------------------- | ---------------------------- | ---------------------------- | ----------------- | ------------------------- |
| Біржан Жакипов     | До 48 кг    | Пал Бедак В7-6          | Оганес Данієлян В13-7        | Цзоу Шимін П4-9              | не пройшов        | не пройшов                |
| Мірат Сарсембаєв   | До 51 кг    | Рафаль Качор В14-5      | Георгій Балакшин П4-12       | не пройшов                   | не пройшов        | не пройшов                |
| Канат Абуталипа    | До 54 кг    |                         | Янк'єль Леон П3-10           | не пройшов                   | не пройшов        | не пройшов                |
| Галіб Джафаров     | До 57 кг    | Шахін Імранов П 5-9     | не пройшов                   | не пройшов                   | не пройшов        | не пройшов                |
| Мерей Акшалов      | До 60 кг    | Міклош Варга В12-3      | Цин Ху П7-11                 | не пройшов                   | не пройшов        | не пройшов                |
| Серік Сапієв       | До 64 кг    |                         | Джонні Санчес В22-3          | Манус Бунжумнонг П5-7        | не пройшов        | не пройшов                |
| Бакит Сарсекбаєв   | До 69 кг    | Адам Трупіш В20-1       | Віталій Грушак ВRSCI R2 1:18 | Ділшод Махмудов В12-7        | Кім Чон Джу В10-6 | Карлос Банто Суарес В18-9 |
| Бахтіяр Артаєв     | До 75 кг    | Саїд Рачіді В8-2        | Матвій Коробов В10-7         | Джеймс Дегейл П3-8           | не пройшов        | не пройшов                |
| Еркебулан Шиналієв | До 81 кг    | Даугірдас Семетас В11-3 | Карлос Негрон В9-3           | Джахон Курбанов ВDSQ R3 1:43 | Чжан Сяопін П4-4  | не пройшов                |
| Руслан Мирсатаєв   | Понад 91 кг |                         | Даніель Біхан ВRSC R1 0:49   | Чжан Чжілей П2-12            | не пройшов        | не пройшов                |

## боротьба
Спортсменів — 16
Вільна боротьба серед чоловіків
Тренери: Малік Надірбеков (головний), Бауиржан Нурмаханов.
| Спортсмен            | Категорія | Кваліфікація          | 1/8                | Чвертьфінали              | Півфінали              | Фінал                | Додатковий раунд 1 | Додатковий раунд 2 | Матч за 3-місце    |
| Спортсмен            | Категорія | Результат             | Результат          | Результат                 | Результат              | Результат            | Результат          | Результат          | Результат          |
| -------------------- | --------- | --------------------- | ------------------ | ------------------------- | ---------------------- | -------------------- | ------------------ | ------------------ | ------------------ |
| Жасулан Мухтарбекули | До 55 кг  | Дільшод Мансуров 0-3П | не пройшов         | не пройшов                | не пройшов             | не пройшов           | не пройшов         | не пройшов         | не пройшов         |
| Бауиржан Оразгалієв  | До 60 кг  |                       | Йогешвар Датт 1-3П | не пройшов                | не пройшов             | не пройшов           | не пройшов         | не пройшов         | не пройшов         |
| Леонід Спиридонов    | До 66 кг  | Ван Цян 3-1В          | Емін Азізов 3-0В   | Ірбек Фарного 3-1В        | Андрій Стадник 0-3П    | не пройшов           |                    |                    | Сушил Кумар 1-3П   |
| Геннадій Лалієв      | До 84 кг  | Заурбек Сохієв 1-3П   | не пройшов         | не пройшов                | не пройшов             | не пройшов           | не пройшов         | не пройшов         | не пройшов         |
| Таймураз Тигієв      | До 96 кг  |                       | Луїс Вівенес 3-0В  | Мікель Батіста 3-0В       | Георге Гогшелідзе 3-1В | Ширвані Мурадов 0-3П |                    |                    |                    |
| Меріду Муталімов     | До 120 кг |                       | Кім Джеган 3-1В    | Мехмет Айдин Полатчі 3-1У | Бахтіяр Ахмедов 0-3П   | не пройшов           |                    |                    | Фардін Масумі 3-1В |

Вільна боротьба серед жінок
Тренери: Саржан Жаксибеков (головний), Микола Бєлов.
| Спортсмен        | Категорія | Кваліфікація | 1/8                         | Чвертьфінали       | Півфінали       | Фінал      | Додатковий раунд 1 | Додатковий раунд 2 | Матч за 3-місце         |
| Спортсмен        | Категорія | Результат    | Результат                   | Результат          | Результат       | Результат  | Результат          | Результат          | Результат               |
| ---------------- | --------- | ------------ | --------------------------- | ------------------ | --------------- | ---------- | ------------------ | ------------------ | ----------------------- |
| Тетяна Бакатюк   | До 48 кг  |              | Олександра Енгельгардт 3-0В | Інгрід Мерано 3-0В | Керол Хьєн 0-3П | не пройшла |                    |                    | Марія Стадник 1-3П      |
| Ольга Смирнова   | До 55 кг  |              | Олена Філіпова 3-1В         | Сюй Лі 3-1В        | не пройшла      | не пройшла |                    | Ана Павал 1-3П     | не пройшла              |
| Олена Шалигіна   | До 63 кг  |              | Олена Карташова 0-3П        | не пройшла         | не пройшла      | не пройшла |                    | Еліна Васев 3-0В   | Ліс Гольот-Легранд 3-1В |
| Ольга Жанібекова | До 72 кг  |              | Розангела Консейсау         | не пройшла         | не пройшла      | не пройшла | не пройшла         | не пройшла         | не пройшла              |

Греко-Римська
Тренери: Танат Сагандиков (головний), Юрій Мельниченко.
| Спортсмен           | Категорія | Кваліфікація         | 1/8                   | Чвертьфінали        | Півфінали            | Фінал      | Додатковий раунд 1     | Додатковий раунд 2      | Матч за 3-місце      |
| Спортсмен           | Категорія | Результат            | Результат             | Результат           | Результат            | Результат  | Результат              | Результат               | Результат            |
| ------------------- | --------- | -------------------- | --------------------- | ------------------- | -------------------- | ---------- | ---------------------- | ----------------------- | -------------------- |
| Асет Іманбаєв       | До 55 кг  |                      | Роман Амоян 1-3П      | не пройшов          | не пройшов           | не пройшов | не пройшов             | не пройшов              | не пройшов           |
| Нурбахит Тенгізбаєв | До 60 кг  |                      | Стіг-Андре Берге 3-0В | Чон Джіхен 3-1В     | Віталій Рахімов 1-3П | не пройшов |                        |                         | Шен Цзян 3-1В        |
| Дархан Баяхметов    | До 66 кг  |                      | Маркус Тетнер 3-1В    | Лі Яньянь 3-1В      | Стів Жено 1-3П       | не пройшов |                        |                         | Михайло Семенов 1-3П |
| Роман Мелешін       | До 74 кг  |                      | Хассан Шахсаван 3-1В  | Алех Міхаловіч 1-3П | не пройшов           | не пройшов | не пройшов             | не пройшов              | не пройшов           |
| Андрій Самохін      | До 84 кг  |                      | Олексій Мішин 1-3П    | не пройшов          | не пройшов           | не пройшов | не пройшов             | не пройшов              | не пройшов           |
| Асет Мамбетов       | До 96 кг  | Асланбек Хуштов 0-3П | не пройшов            | не пройшов          | не пройшов           | не пройшов | Даігоро Тімончіні 3-1У | Міндаугас Езерскіс 3-1В | Марек Швець 3-1В     |

## Велоспорт

### Шосейні гонки
Спортсменів — 3
Головний тренер — Олександр Надобенко. Механік — Дмитро Седун.
Чоловіки
| Спортсмен         | Вид змагань                       | Час                    | Місце        |
| ----------------- | --------------------------------- | ---------------------- | ------------ |
| Максим Іглінского | Групова гонка                     | не фінішував           | не фінішував |
| Андрій Мізуров    | Групова гонка                     | 6ч26:27 (+2:38)        | 43           |
| Андрій Мізуров    | Гонка на час з роздільним стартом | 1ч06:32.05 (+04:21.20) | 23           |

Жінки
| Спортсмен        | Вид змагань                       | Час                  | Місце |
| ---------------- | --------------------------------- | -------------------- | ----- |
| Зульфія Забірова | Групова гонка                     | 3ч32:45 (+0:21)      | 10    |
| Зульфія Забірова | Гонка на час з роздільним стартом | 36:29.47 (+01:37.25) | 9     |

## Волейбол
Спортсменів — 12
Жіноча команда
Ольга Грушко, Ольга Насєдкіна, Ольга Карпова, Корінна Ішимцева, Олена Єзау, Ксенія Ілющенко, Наталія Жукова, Юлія Куцко, Олена Павлова, Інна Матвеєва, Ірина Зайцева, Тетяна Пюрова.
Головний тренер — Віктор Журавльов.
Відбірний раунд. Група B
| Місце | Команда   | Окуляри | Перемоги | Поразки | Окуляри виграли. | Окуляри проигр. | Ставлення | Сети виграли. | Сети проигр. | Ставлення |
| ----- | --------- | ------- | -------- | ------- | ---------------- | --------------- | --------- | ------------- | ------------ | --------- |
| 1     | Бразилія  | 10      | 5        | 0       | 377              | 226             | 1.668     | 15            | 0            | МАКС      |
| 2     | Італія    | 9       | 4        | 1       | 372              | 315             | 1.181     | 12            | 4            | 3.000     |
| 3     | Росія     | 8       | 3        | 2       | 353              | 312             | 1.131     | 10            | 6            | 1.667     |
| 4     | Сербія    | 7       | 2        | 3       | 343              | 349             | 0.983     | 6             | 10           | 0.600     |
| 5     | Казахстан | 6       | 1        | 4       | 323              | 404             | 0.800     | 4             | 13           | 0.308     |
| 6     | Алжир     | 5       | 0        | 5       | 230              | 392             | 0.587     | 1             | 15           | 0.067     |

Шаблон:МатчВолейбол
Шаблон:МатчВолейбол
Шаблон:МатчВолейбол
Шаблон:МатчВолейбол
Шаблон:МатчВолейбол

## Гандбол
Спортсменів — 14
Жіноча команда
Ольга Травникова, Олена Ілюхіна, Катерина Тяпкова, Юлія Марковіч, Тетяна Парфьонова, Ксенія Нікандрова, Наталя Кубріна, Гульзіра Іскакова, Ольга Аджігерская, Марина Пікалова, Яна Васильєва, Наталя Яковлева, Олена Партова, Ірина Боречка
Тренери: Лев Яніев (головний), Ігор Андреюшкін.
Керівник команди — Гульнара Турлиханова (президент федерації гандболу республіки).
Група A
| Місце | Команда   | В | Н | П | МОЗ | МП  | МР  | Окуляри |
| ----- | --------- | - | - | - | --- | --- | --- | ------- |
| 1     | Норвегія  | 5 | 0 | 0 | 154 | 106 | +48 | 10      |
| 2     | Румунія   | 4 | 0 | 1 | 150 | 112 | +38 | 8       |
| 3     | КНР       | 2 | 0 | 3 | 122 | 135 | -13 | 4       |
| 4     | Франція   | 2 | 0 | 3 | 121 | 128 | -7  | 4       |
| 5     | Казахстан | 1 | 1 | 3 | 109 | 137 | -28 | 3       |
| 6     | Ангола    | 0 | 1 | 4 | 109 | 147 | -38 | 1       |

| 9 серпня 2008 14:00 (UTC+8) | Звіт | [[Файл:Помилка виразу: незрозуміле слово «r»\|20x13px\|Румунія]] Румунія | 31:19 (13:10) | Казахстан      | Олімпійський центр спорту, Пекін Судді: Менесес, Пінто |
| 9 серпня 2008 14:00 (UTC+8) | Звіт | Елізе 6                                                                  | Голи          | Аджігерская 10 | Олімпійський центр спорту, Пекін Судді: Менесес, Пінто |

| 11 серпня 2008 9:00 (UTC+8) | Звіт | Казахстан     | 18:21 (8:10) | Франція    | Олімпійський центр спорту, Пекін Судді: Брет, Уелін |
| 11 серпня 2008 9:00 (UTC+8) | Звіт | Аджігерская 7 | Голи         | Лакрабер 6 | Олімпійський центр спорту, Пекін Судді: Брет, Уелін |

| 13 серпня 2008 19:00 (UTC+8) | Звіт | Норвегія          | 35:19 (14:10) | Казахстан   | Олімпійський центр спорту, Пекін Судді: Менесес, Пінто |
| 13 серпня 2008 19:00 (UTC+8) | Звіт | Ніберг 5, Лібек 5 | Голи          | Васильєва 6 | Олімпійський центр спорту, Пекін Судді: Менесес, Пінто |

| 15 серпня 2008 09:00 (UTC+8) | Звіт | {{{Команда1}}} | 29:26 (14:10) | КНР          | Олімпійський центр спорту, Пекін Судді: Лемма, Ульріх |
| 15 серпня 2008 09:00 (UTC+8) | Звіт | Пікалова 8     | Голи          | Лі Вейвей 11 | Олімпійський центр спорту, Пекін Судді: Лемма, Ульріх |

| 17 серпня 2008 10:45 (UTC+8) | Звіт | Ангола | 24:24 (16:14) | Казахстан                           | Олімпійський центр спорту, Пекін Судді: Дін, Діну |
| 17 серпня 2008 10:45 (UTC+8) | Звіт | Бенг 6 | Голи          | Кубріна 5, портові 5, Аджігерская 5 | Олімпійський центр спорту, Пекін Судді: Дін, Діну |

## Гімнастика

### Художня гімнастика
Спортсменів — 1
Тренер — Катерина Панченко.
| Спортсмен    | Дисципліна     | Фінал      | Фінал      | Фінал      | Фінал      | Фінал  | Фінал |
| Спортсмен    | Дисципліна     | Обруч      | М'яч       | Булави     | Стрічка    | Разом  | Місце |
| ------------ | -------------- | ---------- | ---------- | ---------- | ---------- | ------ | ----- |
| Алія Юсупова | Індивідуальний | 17.625 (6) | 17.825 (5) | 17.650 (4) | 16.700 (7) | 69.800 | 5     |

## Академічне веслування
Спортсменів — 3
Головний тренер — Ганна Белоногова.
Жінки
| Спортсмен (и)                        | Дисципліна               | Відбіркові гонки | Відбіркові гонки | Додаткові/Чвертьфінали | Додаткові/Чвертьфінали | Півфінали  | Півфінали  | Фінал   | Фінал | Підсумкове місце |
| Спортсмен (и)                        | Дисципліна               | Час              | Місце            | Час                    | Місце                  | Час        | Місце      | Час     | Місце | Підсумкове місце |
| ------------------------------------ | ------------------------ | ---------------- | ---------------- | ---------------------- | ---------------------- | ---------- | ---------- | ------- | ----- | ---------------- |
| Інга Дудченко                        | Одинаки                  | 8:28.24          | 4 Q              | 8:15.88                | 5SC/D                  | 8:16.95    | 3 FC       | 8:16.09 | 6     | 18               |
| Олександра Опачанова Наталя Воронова | Парні двійки, легка вага | 7:29.07          | 6 R              | 7:54.12                | 5FC                    | не пройшла | не пройшла | 7:32.36 | 4     | 16               |

## Веслування на байдарках та каное

### Байдарки
Спортсменів — 6
Тренери: Олександр Давидов (головний), Олександр Акунішніков.
| Спортсмен                             | Дисципліна | Запливи  | Запливи | Півфінали | Півфінали | Фінал      | Фінал      |
| Спортсмен                             | Дисципліна | Час      | Місце   | Час       | Місце     | Час        | Місце      |
| ------------------------------------- | ---------- | -------- | ------- | --------- | --------- | ---------- | ---------- |
| Михайло Ємельянов                     | К-1 500 м  | 1:54.832 | 5       | 2:06.908  | 8         | не пройшов | не пройшов |
| Михайло Ємельянов                     | К-1 1000 м | 4:19.259 | 7       | 4:16.813  | 8         | не пройшов | не пройшов |
| Олександр Дядчук Кайсар Нурмаганбетов | К-2 500 м  | 1:45.730 | 7       | 1:44.992  | 7         | не пройшли | не пройшли |
| Олексій Дергунов                      | Б-1 500 м  | 1:39.82  | 6       | 1:47.573  | 7         | не пройшов | не пройшов |
| Дмитро Торлопов                       | Б-1 1000 м | 3:39.671 | 6       | 3:47.212  | 8         | не пройшов | не пройшов |
| Дмитро Кальтенбергер Дмитро Торлопов  | Б-2 500 м  | 1:33.363 | 7       | 1:33.512  | 6         | не пройшли | не пройшли |

### Слалом
Спортсменів — 1
Жінки
| Спортсмен         | Змагання | Відбіркові | Відбіркові | Відбіркові | Відбіркові | Відбіркові | Відбіркові | Півфінал | Півфінал | Фінал      | Фінал      | Разом  | Місце |
| Спортсмен         | Змагання | Заплив 1   | Місце      | Заплив 2   | Місце      | Разом      | Місце      | Час      | Місце    | Час        | Місце      | Разом  | Місце |
| ----------------- | -------- | ---------- | ---------- | ---------- | ---------- | ---------- | ---------- | -------- | -------- | ---------- | ---------- | ------ | ----- |
| Катерина Лукичева | К-1      | 113.26     | 15         | 108.03     | 14         | 221.29     | 11         | 128.08   | 12       | не пройшла | не пройшла | 128.08 | 12    |

## Дзюдо
Спортсменів — 10
Тренери: Володимир Каплін (чоловіки), Канат Байшулаков (жінки).
Чоловіки
| Саламат Утарбаев  | До 60 кг     |  | Лю Женьван 00001/0001 П     | не пройшов                  | не пройшов                  | не пройшов              | не пройшов               | не пройшов | не пройшов | не пройшов                                                     |            |            |
| Ринат Ібрагімов   | До 73 кг     |  | Ван Гічхун 0000/1011П       | не пройшов                  | не пройшов                  | не пройшов              | шокує Мумінов 0001/1010П | не пройшов | не пройшов | не пройшов                                                     |            |            |
| Асхат Жіткеев     | До 100 кг    |  | Талал Аль-Енезі 1110/0000 В | Амелі Мекіч 1010S1/0001S2 В | Даніел Хадфі 1111S3/0100S1В | Хенк Грол 1010/0100В    |                          |            |            | Найдан Тувшінбаяр 0001/01201П [[] Файл:silver medal icon.svg]] |            |            |
| Елдос Іхсангаліев | Понад 100 кг |  |                             |                             | Семір Пепіч 0020/0000S2В    | Тедді Рінер 1000/0000 П | не пройшов               | не пройшов | не пройшов | не пройшов                                                     | не пройшов | не пройшов |

Жінки
| Спортсмен         | Категорія   | Відбірний раунд | 1/16                             | 1/8                        | Чвертьфінали            | Півфінали  | Матчі за 3-е місце. 1-й раунд   | Матчі за 3-е місце. Чвертьфінали  | Матчі за 3-е місце. Півфінали | Фінал/Матч за 3-е місце  |
| Спортсмен         | Категорія   | Результат       | Результат                        | Результат                  | Результат               | Результат  | Результат                       | Результат                         | Результат                     | Результат                |
| ----------------- | ----------- | --------------- | -------------------------------- | -------------------------- | ----------------------- | ---------- | ------------------------------- | --------------------------------- | ----------------------------- | ------------------------ |
| Келбет Нургазіна  | До 48 кг    |                 | Фредерік Жоссіне 1000/0000В      | ханат Уелого 1001/00001В   | Пак Ок-Сон 00011/00111П | не пройшла |                                 | Ана Хорміго 0001/00021 П          | не пройшла                    | не пройшла               |
| Шолпан Калієва    | До 52 кг    |                 |                                  | Ши Пейджун 00212/00201В    | Ан Кум-Е 0000/0200П     | не пройшла |                                 | Флор Веласкес Артахона 0010/0000В | Ільза Ейлен 1000/0000 В       | Сорая Хаддад 00102/0121П |
| Гульзат Уралбаева | До 57 кг    |                 | Валері Гота 01001/1001П          | не пройшла                 | не пройшла              | не пройшла | не пройшла                      | не пройшла                        | не пройшла                    | не пройшла               |
| Жанар Жанзунова   | До 70 кг    |                 | Юрі Алвеар 0000/1000П            | не пройшла                 | не пройшла              | не пройшла | не пройшла                      | не пройшла                        | не пройшла                    | не пройшла               |
| сагати Абікеева   | до 78 кг    |                 | Яленніс Кастілло 0000S1/1021 П   | не пройшла                 | не пройшла              | не пройшла | Стефані Поссоме 0001S2-1010S1 П | не пройшла                        | не пройшла                    | не пройшла               |
| Гульжан Ісанова   | Понад 78 кг |                 | Урсула Садківська 0101S2/0010S1В | Луція Полавдер 0001/1000 П | не пройшла              | не пройшла | не пройшла                      | Церенханд Доржготов 0000/1000П    | не пройшла                    | не пройшла               |

## Легка атлетика

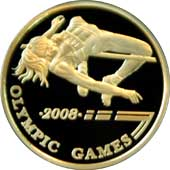
Реверс пам'ятної монети Казахстану номіналом 500 тенге, присвяченій стрибків у висоту на Олімпійських іграх 2008 року

Спортсменів — 197 чоловіків та 12 жінок
Тренери: Олександр Кощєєв (головний), Василь Карпов, Сергій Алексєєв, Михайло Фролов, Володимир Нікітенко, Куандик Ельжанов.
Чоловіки
| Дисципліна        | Спортсмени         | Кваліфікація | Кваліфікація | Півфінали  | Півфінали  | Фінал       | Фінал       |
| Дисципліна        | Спортсмени         | Результат    | Місце        | Результат  | Місце      | Результат   | Місце       |
| ----------------- | ------------------ | ------------ | ------------ | ---------- | ---------- | ----------- | ----------- |
| 200 м             | В'ячеслав Муравйов | 21.68        | 56           | не пройшов | не пройшов | не пройшов  | не пройшов  |
| 400 м з бар'єрами | Євген Мелешенко    | не фінішував | не фінішував | не пройшов | не пройшов | не пройшов  | не пройшов  |
| 20 км, ходьба     | Рустам Куватов     |              |              |            |            | 1ч 28:25    | 42          |
| Марафон           | Тахір Мамашаев     |              |              |            |            | 2ч 30:26    | 70          |
| Стрибок у висоту  | Сергій Засімовіч   | 2.10         | 37           | не пройшов | не пройшов | не пройшов  | не пройшов  |
| Потрійний стрибок | Роман Валієв       | 16.20        | 30           | не пройшов | не пройшов | не пройшов  | не пройшов  |
| Десятиборство     | Дмитро Карпов      |              |              |            |            | не закінчив | не закінчив |

Жінки
| Дисципліна        | Спортсмени          | Попередні забіги | Попередні забіги | Півфінали  | Півфінали  | Фінал        | Фінал        |
| Дисципліна        | Спортсмени          | Результат        | Місце            | Результат  | Місце      | Результат    | Місце        |
| ----------------- | ------------------- | ---------------- | ---------------- | ---------- | ---------- | ------------ | ------------ |
| 100 м з бар'єрами | Наталя Івонінская   | 13.20            | 27               | не пройшла | не пройшла | не пройшла   | не пройшла   |
| 100 м з бар'єрами | Анастасія Пилипенко | 12.99            | 17               | не пройшла | не пройшла | не пройшла   | не пройшла   |
| 400 м             | Ольга Терешкова     | 53.36            | 40               | не пройшла | не пройшла | не пройшла   | не пройшла   |
| 400 м з бар'єрами | Тетяна Азарова      | 56.88            | 19               | не пройшла | не пройшла | не пройшла   | не пройшла   |
| 20 км, ходьба     | Світлана Толстая    |                  |                  |            |            | 1 год 34:03  | 29           |
| Семиборство       | Ірина Науменко      |                  |                  |            |            | не закінчила | не закінчила |
| Ядро              | Іоланта вуликів     | 15.49            | 32               | не пройшла | не пройшла | не пройшла   | не пройшла   |
| Потрійний стрибок | Ольга Рипакова      | 14.64            | 4                |            |            | 15.11        | 4            |
| Потрійний стрибок | Олена Парфьонова    | 13.46            | 27               | не пройшла | не пройшла | не пройшла   | не пройшла   |
| Потрійний стрибок | Ірина Литвиненко    | 12.92            | 32               | не пройшла | не пройшла | не пройшла   | не пройшла   |
| Стрибок у довжину | Ольга Рипакова      | 6.30             | 29               | не пройшла | не пройшла | не пройшла   | не пройшла   |
| Стрибок у висоту  | Марина Аітова       | 1.93             | 1                |            |            | 1.93         | 10           |
| Стрибок у висоту  | Катерина Євсєєва    | 1.85             | 28               | не пройшла | не пройшла | не пройшла   | не пройшла   |

## Настільний теніс
Спортсменів — 1
Тренер — Євген Тимченко.
Жінки
| Спортсмен       | Дисципліна       | Відбірний раунд                             | Раунд 1    | Раунд 2    | Раунд 3    | Раунд 4    | 1/4        | 1/2        | Фінал      |
| --------------- | ---------------- | ------------------------------------------- | ---------- | ---------- | ---------- | ---------- | ---------- | ---------- | ---------- |
| Марина Шумакова | Одиночний розряд | Маргарита Песотска П 8-11, 6-11, 6-11, 6-11 | не пройшла | не пройшла | не пройшла | не пройшла | не пройшла | не пройшла | не пройшла |

## Плавання
Спортсменів — 12
Тренери: Олег Вагіз (головний), Майкл Ломберг, Володимир Котов (тренер Е.Рижкова).
Чоловіки
| Спортсмен           | Дисципліна                | Кваліфікація | Кваліфікація | Півфінал   | Півфінал   | Фінал      | Фінал      |
| Спортсмен           | Дисципліна                | Час          | Місце        | Час        | Місце      | Час        | Місце      |
| ------------------- | ------------------------- | ------------ | ------------ | ---------- | ---------- | ---------- | ---------- |
| Станіслав Кузьмін   | 50 м вільним стилем       | 22.91        | 48           | не пройшов | не пройшов | не пройшов | не пройшов |
| Олександр Скляр     | 100 м вільним стилем      | 51.24        | 52           | не пройшов | не пройшов | не пройшов | не пройшов |
| Рустам Худіев       | 100 м батерфляй           | 54.62        | 56           | не пройшов | не пройшов | не пройшов | не пройшов |
| Станіслав Осинський | 100 м на спині            | 57.42        | 42           | не пройшов | не пройшов | не пройшов | не пройшов |
| Владислав Поляков   | 100 м брас                | 1:00.80      | 17           | не пройшов | не пройшов | не пройшов | не пройшов |
| Владислав Поляков   | 200 м брас                | 2:10.83      | 11           | 2:11.87    | 15         | не пройшов | не пройшов |
| Євген Рижков        | 100 м брас                | 1:01.83      | 35           | не пройшов | не пройшов | не пройшов | не пройшов |
| Євген Рижков        | 200 м брас                | 2:12.44      | 25           | не пройшов | не пройшов | не пройшов | не пройшов |
| Артур Дільман       | 200 м вільним стилем      | 1:52.90      | 52           | не пройшов | не пройшов | не пройшов | не пройшов |
| Олег Робота         | 200 м на спині            | 2:01.95      | 33           | не пройшов | не пройшов | не пройшов | не пройшов |
| Олег Робота         | 400 м вільним стилем      | 4:02.16      | 36           | не пройшов | не пройшов | не пройшов | не пройшов |
| Дмитро Гордієнко    | 200 м комплексне плавання | 2:03.92      | 37           | не пройшов | не пройшов | не пройшов | не пройшов |
| Дмитро Гордієнко    | 400 м комплексне плавання | 4:25.20      | 26           | не пройшов | не пройшов | не пройшов | не пройшов |

Жінки
| Спортсмен         | Дисципліна          | Кваліфікація | Кваліфікація | Півфінал   | Півфінал   | Фінал      | Фінал      |
| Спортсмен         | Дисципліна          | Час          | Місце        | Час        | Місце      | Час        | Місце      |
| ----------------- | ------------------- | ------------ | ------------ | ---------- | ---------- | ---------- | ---------- |
| Марина Муляева    | 50 м вільним стилем | 26.57        | 46           | не пройшла | не пройшла | не пройшла | не пройшла |
| Катерина Садівник | 100 м брас          | 1:11.14      | 34           | не пройшла | не пройшла | не пройшла | не пройшла |
| Катерина Руденко  | 100 м на спині      | 1:04.85      | 45           | не пройшла | не пройшла | не пройшла | не пройшла |

## Синхронне плавання
Спортсменів — 2
| Спортсмени                | Дисципліна   | Обов'язкова технічна програма | Обов'язкова технічна програма | Вільна програма (відбір) | Вільна програма (відбір) | Вільна програма (фінал) | Вільна програма (фінал) |
| Спортсмени                | Дисципліна   | Окуляри                       | Місце                         | Окуляри                  | Місце                    | Окуляри                 | Місце                   |
| ------------------------- | ------------ | ----------------------------- | ----------------------------- | ------------------------ | ------------------------ | ----------------------- | ----------------------- |
| Айнур Керей Арна Токтаган | Жіночий дует | 41.750                        | 20                            | 84.333                   | 20                       | не пройшли              | не пройшли              |

## Сучасне п'ятиборство
Спортсменів — 2
Жінки
| Спортсмен          | Стрілянина | Фехтування | Плавання       | Верхова їзда | Біг            | Разом очок | Місце |
| ------------------ | ---------- | ---------- | -------------- | ------------ | -------------- | ---------- | ----- |
| Лада Джіенбаланова | 170 (976)  | 15 (760)   | 2:19.13 (1252) | 142.90 (748) | DNS (0)        | 3736       | 36    |
| Юлія Крисіна       | 176 (1048) | 23 952     | 2:26.28 (1168) | 69.21 (1144) | 11:44.57 (904) | 5216       | 26    |

## Стрільба
Спортсменів — 6

### Стендова стрільба
Тренер — Олег Почивалов (головний).
Жінки
| Спортсмен       | Дисципліна | Кваліфікація | Кваліфікація | Фінал   | Фінал | Місце |
| Спортсмен       | Дисципліна | Окуляри      | Місце        | Окуляри | Разом | Місце |
| --------------- | ---------- | ------------ | ------------ | ------- | ----- | ----- |
| Олена Стручаева | Треп       | 69           | 3            | 17      | 86    | 6 ]   |

### Кульова стрільба
Тренери: Станіслав Лапідус (головний), Санія Юнусметова.
Чоловіки
| Спортсмен       | Дисципліна                      | Кваліфікація | Кваліфікація | Фінал      | Фінал      | Місце |
| Спортсмен       | Дисципліна                      | Окуляри      | Місце        | Окуляри    | Разом      | Місце |
| --------------- | ------------------------------- | ------------ | ------------ | ---------- | ---------- | ----- |
| Віталій Довгун  | Пневматична гвинтівка, 10 м     | 587          | 38           | не пройшов | не пройшов | 38    |
| Віталій Довгун  | Гвинтівка, 50 м                 | 592          | 20           | не пройшов | не пройшов | 20    |
| Віталій Довгун  | Гвинтівка з трьох позицій, 50 м | 1158         | 32           | не пройшов | не пройшов | 32    |
| Юрій Юрков      | Пневматична гвинтівка, 10 м     | 586          | 42           | не пройшов | не пройшов | 42    |
| Юрій Юрков      | гвинтівка, 50 м                 | 588          | 42           | не пройшов | не пройшов | 42    |
| Юрій Юрков      | Гвинтівка з трьох позицій, 50 м | 1162         | 27           | не пройшов | не пройшов | 27    |
| Рашид Юнусметов | Пневматичний пістолет, 10 м     | 578          | 19           | не пройшов | не пройшов | 19    |
| Рашид Юнусметов | Пістолет, 50 м                  | 555          | 17           | не пройшов | не пройшов | 16    |

Жінки
| Спортсмен          | Дисципліна                      | Кваліфікація | Кваліфікація | Фінал      | Фінал      | Місце |
| Спортсмен          | Дисципліна                      | Окуляри      | Місце        | Окуляри    | Разом      | Місце |
| ------------------ | ------------------------------- | ------------ | ------------ | ---------- | ---------- | ----- |
| Ольга Довгун       | Пневматична гвинтівка, 10 м     | 397          | 6 ]          | 101.1      | 498.1      | 6 ]   |
| Ольга Довгун       | гвинтівка з трьох позицій, 50 м | 588          | 3            | 98.3       | 686.3      | 6 ]   |
| Зауреш Байбусінова | Пневматичний пістолет, 10 м     | 382          | 13           | не пройшла | не пройшла | 13    |
| Зауреш Байбусінова | Пістолет, 25 м                  | 571          | 31           | не пройшла | не пройшла | 31    |

## Стрільба з лука
Спортсменів — 1
'  Жінки '
| Спортсмен         | Змагання      | Кваліфікація | Кваліфікація | 1/32                     | 1/16       | 1/8        | Чвертьфінали | Півфінали  | Фінал      | Фінал |
| Спортсмен         | Змагання      | Окуляри      | Місце        | Результат                | Результат  | Результат  | Результат    | Результат  | Результат  |       |
| ----------------- | ------------- | ------------ | ------------ | ------------------------ | ---------- | ---------- | ------------ | ---------- | ---------- | ----- |
| Анастасія Баннова | Індивідуальне | 628          | 35           | Наталія Валеєва 105-107П | не пройшла | не пройшла | не пройшла   | не пройшла | не пройшла |       |

## Тхеквондо
Спортсменів — 2
Тренери: Максутов Нарбаев (головний), Чой Джон Кук (консультант), Мустахім Кабдрашев.
Чоловіки
| Спортсмен      | Категорія   | 1/8                         | 1/4        | 1/2        | Доп. 1/4 | Доп. 1/2             | Фінал/ Матч за 3-е місце |
| -------------- | ----------- | --------------------------- | ---------- | ---------- | -------- | -------------------- | ------------------------ |
| Арман Чілманов | Понад 80 кг | Александрос Ніколаїдіс П3-4 | не пройшов | не пройшов |          | Абделькадер Зроурі В | Ангель Володя Матос В    |

Жінки
| Спортсмен   | Категорія | 1/8                         | 1/4        | 1/2        | Доп. 1/4   | Доп. 1/2   | Фінал      |
| ----------- | --------- | --------------------------- | ---------- | ---------- | ---------- | ---------- | ---------- |
| Лія Нуркіна | До 67 кг  | Гледіс Пейшенс Елангю П 0-3 | не пройшла | не пройшла | не пройшла | не пройшла | не пройшла |

## Тріатлон
Спортсменів — 2
Головний тренер — Юрій Соловйов.
Чоловіки
| Дмитро Гааг    | Індивідуальний | не стартував | не стартував | не стартував | не стартував | не стартував | не стартував | не стартував |
| Данило Сапунов | Індивідуальний | 18:11        | 59:05        | 32:45        | 1:50:58.93   | 21           |              |              |

## Важка атлетика
Спортсменів — 9
Тренери: Олексій Ні (головний), Енвер Туркілері (консультант), Вілорій Пак (старший, чоловіки), Батирбек Оздоєв (старший, жінки).
Керівник команди — Кайрат Турлиханов (президент федерації важкої атлетики республіки).
Чоловіки
| Спортсмен          | Категорія | Ривок     | Ривок | Поштовх   | Поштовх | Сума   | Місце |
| Спортсмен          | Категорія | Результат | Місце | Результат | Місце   | Сума   | Місце |
| ------------------ | --------- | --------- | ----- | --------- | ------- | ------ | ----- |
| Володимир Кузнєцов | До 77 кг  | 160 кг    | 7     | 191 кг    | 10      | 351 кг | 9     |
| Володимир Сєдов    | До 85 кг  | 180 кг    | 3     | 200 кг    | 9       | 380 кг | 4     |
| Ілля Ільїн         | До 94 кг  | 180 кг    | 4     | 226 кг    | 1       | 406    |       |
| Бахит Ахметов      | До 105 кг | 190 кг    | 4     | 225 кг    | 6       | 415    | 5     |
| Сергій Істомін     | До 105 кг | 181 кг    | 9     | 225 кг    | 5       | 406    | 8     |

Жінки
| Спортсмен         | Категорія   | Ривок         | Ривок         | Поштовх       | Поштовх       | Сума          | Місце         |
| Спортсмен         | Категорія   | Результат     | Місце         | Результат     | Місце         | Сума          | Місце         |
| ----------------- | ----------- | ------------- | ------------- | ------------- | ------------- | ------------- | ------------- |
| Майя Манеза       | До 63 кг    | не стартувала | не стартувала | не стартувала | не стартувала | не стартувала | не стартувала |
| Ірина Некрасова   | До 63 кг    | 110 кг        | 2             | 130 кг        | 2             | 240 кг        |               |
| Алла Важенін      | До 75 кг    | 119 кг        | 2             | 147 кг        | 3             | 266 кг        |               |
| Марія Грабовецька | Понад 75 кг | 120 кг        | 3             | 150 кг        | 3             | 270 кг        |               |